# Гладир Олена Миколаївна
Олена Миколаївна Гладир (ур. Хомрова; нар. 16 травня 1987, Миколаїв) — українська фехтувальниця (шабля), олімпійська чемпіонка 2008 року в командній першості, чемпіонка Європи та чемпіонка світу 2009 року у командній першості, заслужений майстер спорту, депутатка Миколаївської обласної ради. Триразова володарка нагороди «Герої спортивного року» (2007, 2008, 2009).

## Спортивні досягнення

### На юніорському рівні
Срібна призерка командної першості Європи 2003 серед юніорів у м. Порек (Хорватія).
Чемпіонка першості світу серед кадетів 2003 у м. Трапані (Італія).
Чемпіонка командної першості світу серед юніорів 2007 у м. Белек (Туреччина).

### 2007—2008
На чемпіонаті світу 2007 року здобула срібло в командних змаганнях, на чемпіонаті Європи 2008 року — срібло в командних змаганнях та бронза в особистих.
Срібна призерка всесвітньої універсіади 2007 у Бангкоку (у команді).
Олена Хомрова завоювала золоту олімпійську медаль на пекінській Олімпіаді в командному фехтуванні на шаблях разом з Ольгою Харлан, Галиною Пундик та Ольгою Жовнір.

### 2009
У лютому Олена Хомрова посіла 8-ме місце на турнірі серії Гран-прі «Московська шабля», у червні — 6-те на турнірі в Далласі.
На чемпіонаті Європи у Пловдиві невдало розпочала виступ у кваліфікаційному раунді особистих змагань, тому боротьбу у основній сітці розпочала з 1/32 фіналу, де перемогла румунку Міхаелу Буліцу — 15:11. Але вже у наступному раунді потрапила на Ольгу Харлан і зазнала від неї поразки — 11:15, після цього Харлан подолала всі раунди і стала чемпіонкою Європи, та перемога над Хомровою у чотири уколи виявилася найважчою — у інших дуелях розрив був більший. Але разом зі збірною Хомрова вперше стає чемпіонкою Європи. В 1/4 фіналу українки перемогли румунок — 45:22 (Олена виграла першу дуель — 5:2, другу програла з рахунком 5:8, але у третій виправилась — 5:0), у півфіналі виграли в угорок — 45:36 (5:2, 5:1, 5:3), а у фіналі подолали збірну Росії — 45:31 (5:1, 5:5, 5:2).

## Життєпис
Представниця клубів «Спартак», «Динамо» (Миколаїв). Співробітниця Служби безпеки України. Тренер — Анатолій Шлікар.
Закінчила Миколаївське вище училище фізичної культури і Одеський державний екологічний університет, гідрометеорологічний факультет.

## Родина
2010 року одружилася з баскетболістом Сергієм Гладирем.
29 березня 2022 року її батько Микола Олександрович загинув під час Ракетного удару по будівлі Миколаївської обласної державної адміністрації, де він працював.

## Державні нагороди
- Орден «За заслуги» III ст. (4 вересня 2008) — за досягнення високих спортивних результатів на XXIX літніх Олімпійських іграх в Пекіні (Китайська Народна Республіка), виявлені мужність, самовідданість та волю до перемоги, піднесення міжнародного авторитету України[8]